# Police procedural
Con la locuzione police procedural (dall'inglese procedura di polizia) viene indicato un particolare filone del poliziesco, nato in letteratura attorno agli anni quaranta del Novecento e ben presto sviluppatosi al cinema e in seguito in televisione, grazie a note serie televisive.
Le caratteristiche peculiari che lo distinguono da altri sottogeneri e filoni del giallo sono:
- la presenza, come protagonista, non di un solo investigatore, ma di una squadra di agenti che indaga e risolve i casi in modo corale;
- la frequente raffigurazione di indagini su più crimini in una singola storia, anche non collegati fra loro;
- mentre i gialli classici adottano la convenzione di far coincidere il climax con la rivelazione del nome del colpevole, nei police procedural l'identità del cattivo è spesso nota al lettore sin dall'inizio;
- dettagliate descrizioni di autopsie e rapporti di medicina legale, della raccolta delle prove e della trascrizione degli interrogatori[1].

Il romanzo del 1945 V as in Victim di Lawrence Treat è considerato il primo police procedural della letteratura poliziesca, mentre quello che ha dato inizio alla larga diffusione del genere è Last Seen Wearing (in italiano È scomparsa una ragazza), di Hillary Waugh, pubblicato nel 1952.

## Letteratura
La serie di romanzi di Ed McBain dedicati all'87º Distretto è un classico esempio di police procedural: l'italoamericano Evan Hunter (nato Salvatore Lombino), vero nome di McBain, fra il 1956 ed il 2005 ha scritto decine di romanzi police procedural tutti ambientati nella immaginaria metropoli americana chiamata Isola. Sebbene nella serie sia dato maggiore risalto alla figura del detective Steve Carella, in ogni romanzo dell'87º distretto sono narrate le vicende personali ed il contributo alle indagini anche degli altri componenti del distretto.
Uno tra i più significativi rappresentanti statunitensi del genere è Joseph Wambaugh, ex sergente del Dipartimento di Polizia di Los Angeles poi diventato scrittore, e alla cui penna si devono opere fondamentali come I ragazzi del coro, I nuovi centurioni, Il cavaliere blu, Il campo di cipolle e il recente Hollywood Station.
Da ricordare anche i romanzi di Tony Hillerman, autore di alcuni police procedural ambientati fra Nuovo Messico ed Arizona nei quali indagano Joe Leaphorn e Jim Chee della Polizia tribale navajo e Michael Connelly con la sua serie su Harry Bosch.
In Gran Bretagna il police procedural ha una lunga storia, parallela se non addirittura precedente a quella che il genere ha avuto negli USA, tanto che alcuni autori, come Henry Wade, si sono cimentati fin dagli anni Trenta in questa variante del poliziesco. Ma è alla metà degli anni Quaranta che il police procedural inglese inizia a imporsi come genere autonomo, grazie soprattutto all'opera pionieristica di Maurice Procter. Da segnalare, all'interno di una produzione assai nutrita, i romanzi dedicati a partire dal 1955 da John Creasey, con lo pseudonimo di J. J. Marric, al detective di Scotland Yard George Gideon; la serie del sovrintendente Wycliffe di W.J. Burley e i numerosissimi romanzi di John Wainwright, Hamilton Jobson, Bill Knox, Bill James, Graham Hurley, John Harvey e decine di altri scrittori britannici.
Il police procedural si è diffuso al di là dell'ambiente anglosassone: ad esempio anche i romanzi con protagonista il commissario Maigret di Georges Simenon possono rientrare in questo genere: spesso infatti il celebre commissario parigino si avvale per le sue inchieste del supporto dei membri della Brigata speciale. In Svezia a partire dal 1965 viene pubblicata una serie di 10 romanzi polizieschi scritti dalla coppia Maj Sjöwall e Per Wahlöö, in cui è protagonista il commissario Martin Beck (il primo romanzo fu Roseanna). Le indagini sui delitti sono condotte in collaborazione dai componenti del commissariato di Stoccolma, fra cui Melander e Kollberg 
Numerose sono state le serie televisive appartenenti al genere police procedural, soprattutto negli Stati Uniti, fra cui: Law & Order - I due volti della giustizia, CSI - Scena del crimine, NCIS - Unità anticrimine e Castle oppure le serie italiane come Distretto di Polizia, R.I.S. - Delitti imperfetti, Don Matteo e I bastardi di Pizzofalcone.